# Tautuku Peninsula
Die Tautuku Peninsula ist ein Felsenhalbinsel an der Südküste der Südinsel Neuseelands und eine Station auf der Southern Scenic Route. Sie liegt in den Catlins, 25 km östlich von Waikawa am Westende der Tautuku Bay. Die Halbinsel ist im Osten durch die Mündung des Tautuku River begrenzt. Westlich des Kaps schließt sich die Lathyrus Bay an.
In den 1830er und 1840er Jahren befand sich nahe der Basis der Halbinsel eine Walfangstation, später wurde ein kleiner Hafen für die Fischerei und die Flachs- und Holzindustrie errichtet. Mit dem Niedergang dieser Wirtschaftszweige wurde der Hafen geschlossen. Auf der Halbinsel befinden sich heute zahlreiche Ferienhäuser (cribs), die wegen fehlender Straßen teils nur mit geländegängigen Fahrzeugen zu erreichen sind. Die Pratt Road verbindet die Küstenstraße zwischen Owaka und Fortrose mit der Basis der Halbinsel, in ihrer Nähe ist auch ein Großteil der Häuser gelegen. An dieser Straße liegt auch die nächstgelegene Ansiedlung, Tautuku.